# 詹姆斯·克萊爾
詹姆斯·克莉爾（英語：James Clear，1986年—）是一位美國作家。他以《原子習慣：細微改變帶來巨大成就的實證法則》一書而聞名。

## 早年生活和教育
他在俄亥俄州的漢密頓長大，2008年從丹尼森大學獲得生物力學學位，在那裡他還擔任了棒球隊的隊長。在大學期間，他兩次參加了聖加侖研討會，並在第二年參加時贏得了全球作文比賽。

## 職業生涯
克莉爾畢業於丹尼森大學，並以運動員和高管的績效教練作為職業生涯的起點。隨後，他開始從事寫作和公開演講。2012年，他開始撰寫有關自我提升的文章，並發表了他的處女作《原子習慣：細微改變帶來巨大成就的實證法則》。他的作品也曾在《紐約時報》、《福布斯》和《時代》雜誌上刊登。

## 原子習慣
在與他的電子郵件列表讀者的交流基礎上，克莉爾於2018年出版了他的書《原子習慣：細微改變帶來巨大成就的實證法則》，該書講述了如何建立微小而頻繁的習慣，這些習慣對生活有著巨大且累積的益處。根據他書中的介紹，他在康復嚴重顱骨損傷期間，必須建立這些習慣，這場傷病是在他打棒球時受的。
在他的書中，他還反對像大多數人那樣制定目標和計劃，因為大多數人並不難設計它們，而是在日常生活中遵循它們。這讓人聯想到德國心理學家彼得·戈爾維策（Peter Gollwitzer）的研究中出現的「實施意圖」概念。
幾位作者已基於《原子習慣》出版了工作手冊和實施指南。2024年2月，克莉爾宣布他創建了一個名為「Atoms」的新習慣應用程式。

## 著作列表

### 中文譯著
| 初版年份 | 中文譯名                                 | 原文標題                                                                  | 譯者   | ISBN               | 出版社           | 語言     |
| -------- | ---------------------------------------- | ------------------------------------------------------------------------- | ------ | ------------------ | ---------------- | -------- |
| 2019     | 原子習慣：細微改變帶來巨大成就的實證法則 | Atomic Habits: An Easy & Proven Way to Build Good Habits & Break Bad Ones | 蔡世偉 | ISBN 9789861755267 | 方智出版社       | 繁體中文 |
| 2023     | 掌控習慣：如何養成好習慣並戒除壞習慣     | Atomic Habits                                                             | 邇東晨 | ISBN 9787559672346 | 北京聯合出版公司 | 簡體中文 |

## 外部連結
- 官方网站